# تشاك دوبسون
تشاك دوبسون (بالإنجليزية: Chuck Dobson)‏ هو لاعب كرة قاعدة أمريكي، ولد في 10 يناير 1944 في كانساس سيتي في الولايات المتحدة.

## وصلات خارجية
- تشاك دوبسون على موقع دوري كرة القاعدة الرئيسي (الإنجليزية)
- تشاك دوبسون على موقعبيزبول رفرنس.كوم (الدوري الرئيسي) (الإنجليزية)
- تشاك دوبسون على موقعبيزبول رفرنس.كوم (الدوري الثانوي) (الإنجليزية)
- تشاك دوبسون على موقع إي إس بي إن.كوم (أم.أل.بي) (الإنجليزية)
- تشاك دوبسون على موقع مشجعي الرسوم البيانية (الإنجليزية)
- تشاك دوبسون على موقع أوليمبيديا (الإنجليزية)